# Premio de Narrativa Diana Zaforteza
El Premio de Narrativa Diana Zaforteza es un galardón anual otorgado por un comité editorial español a una novela inédita escrita en idioma español por un autor entre 18 y 43 años de edad.

## Historia
En enero de 2024, la socialité española Dolores Rodés anunció la creación de un premio narrativo en honor a su hija, la editora Diana Zaforteza, fallecida en octubre de 2022.
El galardón permite participar a escritoras y escritores entre 18 y 43 años de todo el mundo, sin restricciones de nacionalidad o residencia, quienes deben presentar una obra original, inédita y no premiada anteriormente, escrita en lengua castellana. El rango de edad es simbólico, ya que 43 años fue la edad de fallecimiento de Zaforteza.
La recompensa es de 20.000 euros, además de la publicación de la novela en España y Latinoamérica a través de la editorial Galaxia Gutenberg.La fecha de lanzamiento es el 24 de octubre del año del certamen, coincidiendo con la fecha de nacimiento de Diana Zaforteza.
La primera edición del premio se falló en junio de 2024, declarando ganadora la novela Bar Urgel del escritor y dramaturgo español Pablo Gallego Boutou entre 439 manuscritos de todo el mundo.El jurado de esa edición estuvo integrado por el escritor colombiano Héctor Abad Faciolince, la directora española Isabel Coixet, la escritora española Aixa de la Cruz, el guionista español Ignacio Martínez de Pisón y la poeta española Azahara Alonso.

## Lista de obras ganadoras
| Año  | Obra      | Autor(a)             | Nacionalidad |
| ---- | --------- | -------------------- | ------------ |
| 2024 | Bar Urgel | Pablo Gallego Boutou | España       |